# 清露国境紛争
清露国境紛争（しんろこっきょうふんそう）は、1652年から1689年にかけてアムール川（黒竜江）沿岸地帯の支配をめぐって、大清帝国とロシア・ツァーリ国のあいだに起きた断続的な紛争である。特に大きな戦いは1650年代に起きた紛争とアルバジン戦争（1683年-1689年）の2回であった。
16世紀-17世紀にかけて、ロシア人はシベリアに次々と進出していった。主な目的は毛皮などを先住民族からヤサク（貢納）として取り立てることである。
明と清の移り変わりのさなかで、清も黒竜江周辺を支配してまもなく、衝突が多発した。いっぽうで清は1650年代に勅令を発し、李氏朝鮮にも援軍を出させ、ロシア人たちと対決した。他方のロシア・ツァーリ国は清との貿易を望んでいたが、交渉は進まなかった。ロシア人はまたザバイカル地域での貢納民ブリヤート人の帰属をめぐり、ハルハ部のモンゴル人とも争いはじめていた。
1683年から1689年にわたるアルバジン戦争（6年戦争）で、争いは頂点に達する。ロシア政府と清国政府は交渉を続け、1689年にネルチンスク条約が結ばれて国境が画定し、貿易が始まった。

## 背景

### 係争地の地誌
シベリア東南、アムール川（黒竜江）流域が一貫して中心となる係争地である。それとともに、スタノヴォイ山脈（大興安嶺）南部のザバイカル地方も、ブリヤート人やハルハ部のモンゴル人を巻き込んだ争いの場となった。
水文学では、北極圏へ流れ込む川と南のアムール川へ流れ込む川はスタノヴォイ山脈で分かれる。生態学的には、この地域はタイガの最東南に位置し、肥沃な地域を含んでいた。
歴史的には、この地域は紀元7世紀頃から中華-満州文化圏の北端であった。数々の中華王朝が、その盛期に領有を主張し、砦を築き朝貢を集めてきた。モンゴル人による元朝は、黒竜江河口近くのアムグン川下降に東征元帥府を設置した。
明国の奴児干城の都指揮使司によりアムール北岸の黒河に砦が築かれ、今日のトィルに政庁が置かれた。
一方で上記のような主張があり、それに対して東シベリアは、多数の民族の活動場所でもあった。
アムール河流域の南側には、ナーナイ族、オロチ族、ウリチ族、ウデヘ族、ネギダール族、ウイルタ族（オロッコ）族、ニヴフ族、アイヌがいた。人々は漁撈や狩猟文化のほか、紀元前2000年から前1000年ころには既に鉄器を保有し、農耕も行っていた。
アムール河の北には、エウェン族が住んでいた。狩猟民のエヴェンキ族はアムール河北からエニセイ川以西まで移動しながら暮らしていた。

### 清の状況
清を建国した民族は、黒竜江下降にいたツングース系の黒水靺鞨（まっかつ）族の子孫である。
靺鞨は7大部に分かれており、黒水靺鞨はもっとも強健と言われていた。契丹帝国時代に南下すると、ジェシン（女真人、女直人）と呼ばれるようになった。明代には明に朝貢した。朝貢品は馬が多かったが、15世紀半ばから女真人から明国への朝貢・輸出品に占める、貂（テン）の毛皮の割合が増えていった。明の宮廷では貂の毛皮が毎年1万張も消費され、下層社会にも普及していった。また朝鮮でも15世紀後半から貂の毛皮の流行が始まった。黒貂は黒竜江流域やシベリアのタイガでしか獲れなかったため、女真人は交易ルートの各所で活躍し、富や力、武器をも貯えていった。
明国から見た女真人は3種類に分けられた。朝鮮東北の境から吉林省東部にかけて居留する女真人は建州女直、松花江の女真人は海西女直、その他の女真人は野人女直と呼ばれた。
清を立てたヌルハチは建州女直の末裔である。
清の2代目皇帝ホンタイジ（太宗）は、1635年に民族名を「マンジュ（満洲、満州）」と改名した。1636年に大清帝国が成立したが、明やその朝貢国との戦いは続いた。

#### 清による黒竜江域支配の試み
ホンタイジは黒竜江付近にもたびたび兵を派遣した。
住民らを捕らえて連れ帰り、あるいは現地にとどめて貂などの毛皮を貢納させた。
1639年12月から1640年5月にかけて、先住民と清の間で初の戦闘であるグアラルの戦い（ロシア語: селение Гуалар）が起こる。清の2連隊に対し、ボムボゴル（博木博果爾もしくは博穆博果爾）率いるエヴェンキ族・ダウール族連合軍の500人の分遣隊が戦った。他の先住民の頭領であるバルタチ（巴爾達斉もしくは巴爾達奇）は中立を貫いた。1640年9月にはヤクサ（雅克薩、のちのアルバジン）の戦いで、先住民（ソロン族・エヴェンキ族・オロチョン族）と清が戦った。1643年5月には3度目の戦闘が行われ、先住民族は清に降伏した。
ホンタイジが1643年に死去し、3代目皇帝順治帝（在位1643年‐1661年）が6歳であとを継いだ。摂政にはドルゴンとジルガランが立った。1644年に清は北京を落とし、順治帝は北京に移った。

### ロシアの状況
ロシア・ツァーリ国の東征は、イヴァン4世（雷帝、在位1533年-1584年）治下から本格的に始まる。イヴァン4世は、1552年にカザン・ハン国を併合した後、1554年から「全シベリアの命令者」という称号を用いていた。1555年、シビル・ハン国の使者がモスクワに来て、シベリア全土をツァーリのものとし、ヤサク（貢物）を納めるかわりに、外敵からの防衛を望んだ。ヤサクとは、もともとテュルク＝モンゴル系民族のあいだで、弱い部族がみずからの土地や生業を保証してもらう代償として、強者や国家に納める貢ぎ物や税をさし、主に毛皮が当てられた。いったんヤサクを納めるようになったシビル・ハン国であったが、1563年にシビル・ハン国を奪ったクチュム・ハンは「シベリア皇帝」を名乗り、モスクワへのヤサク納付を停止した。また1572年にはロシア軍の討伐隊がクチュム・ハン軍に敗北する。
イヴァン4世は1574年に、裕福な製塩業者ストロガノフ家に軍事活動を許可した。1581年、ストロガノフ家はイェルマークを隊長に約800人のコサック部隊をシビル・ハン国へ遠征させた。
イェルマークらがトボル河畔の町イスケル、あるいはカシリク（別名シビル）を占領した。
シビルは、ウラル山脈東方を指す言葉であった。イェルマークのシビル・ハン国への勝利は一時的なもので、その地の支配者クチュム・ハーンに反撃され、イェルマークは1584年にイルティシュ河畔で戦死した。
イヴァン4世自身はこの遠征に否定的だった。貢納民がモスクワへの反抗心を起こしたとストロガノフ家を非難し、コサックに帰還を命じた。
シベリア征服の大きな目的は、地元民からヤサク（貢納）という形で毛皮を徴収することにあった。シベリアからヤサクとして納められた1586年時点の毛皮の量は、一説にはクロテン20万枚、黒狐1万枚、リス50万枚だったという。17世紀のグリゴリー・コトシーヒンによるとシベリアから得た毛皮の収入を60万ルーブルと試算しているが、正確なところは不明である。
シベリアは使節庁の管轄下に置かれ、シベリア庁という独立官庁は1637年4月1日（ユリウス暦）に設けられた。

#### ロシアの東征方法

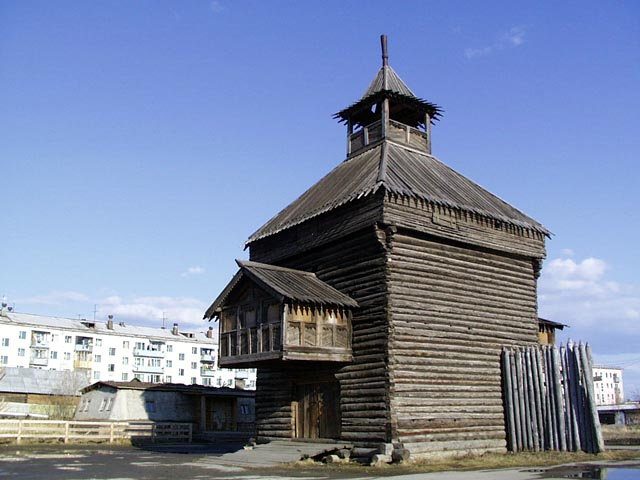
17世紀に建てられたヤクーツクのオストログ塔（複製品）。本物は保存先の博物館の火災で2002年に焼失。

ストロガノフ家やイェルマークに見られるように、ロシアの東征は国家事業というより、まずは私的な利益を求めたもので以下の形態をとった。
まず狩猟業者や、コサックあるいは銃兵（ストレリツィ）らの小部隊（ヴァタガ）が川岸に冬営地を作り、それを砦や要塞（オストログ）に拡張する。そののち現地民に毛皮などの税を納めるよう要求し、ロシアから農民や手工業者や商人が移住してくる。その既成事実のもとロシア政府が要塞を承認し、軍政官（ヴォイヴォダ）が乗り込んでくる、という形を取った。
シベリア東進は、オビ川やエニセイ川、レナ川などの大河とその支流を使って移動することで、急速に進んだ。支流どうしが離れているときには、船を川から引きあげて担ぎ、次の水路に移動した。（連水陸路）
1639年には、ロシア人はオホーツク海に到達した。
17世紀ロシアのシベリア進出は、南部の森林ステップではなく、北のタイガを通って進んだ。森林ステップでは、つねに遊牧民が襲撃してくる恐れがあったからである。
1643年にロシア人探検家がスタノヴォイ山脈を渡った。当時、ザバイカルにはゼヤ川流域にダウール族が9,000人、下流にダッチャー族14,000人、また河口付近にエヴェンキ族やニヴフ族数千が居住していた。また、イヴァン・モスクヴィチンとマクシム・ペルフィレブが1640年にザバイカルを発見したとされている。
1659年から1660年にかけて、この地域はロシア領となり、直ちにロシア人が入植した。

### モンゴルの状況
1636年、ゴビ砂漠南のモンゴル部族が清朝に臣従したが、砂漠北部のハルハ部は独立を保っていた。
ハルハ部族は、ゴビ砂漠の東北を受け持つ左翼と、西南の右翼に分かれながらも連携し続けていた。
独立を保つため、1640年にハルハ・モンゴルの領主13人とオイラトの領主15名が集まり、モンゴル・オイラト会議を開き、同盟を結んだ。
とはいえ、ハルハは清朝との友好関係にも苦慮した。ハルハ左右翼4名ずつの領主が清からジャサク（旗長）に任命された。
そうはいっても、実質的にはハルハは清の支配に入っていなかったので、彼らは外（がい）ジャサクと呼ばれた。
ハルハ左翼の領主は、ザバイカル地域のブリヤート人に貢納させていた。 だが、1654年には、ロシア人がザバイカルのネルチンスクに要塞を建設し、続いて、1665年にはセレンギンスク、1666年にはウダの冬営地を建設したため、ハルハ・モンゴル人はロシアに抗議した。1672年、ハルハ左翼の宗主トシェート・ハーンがモスクワに使節を派遣し、貢民のブリヤート人を返すよう要求したが、ロシア側の回答は、彼らは50年以上前からロシアに毛皮税を払っているというものであった。

## ロシア人のアムール進出

### 初めてアムール川に向かったロシア人たち

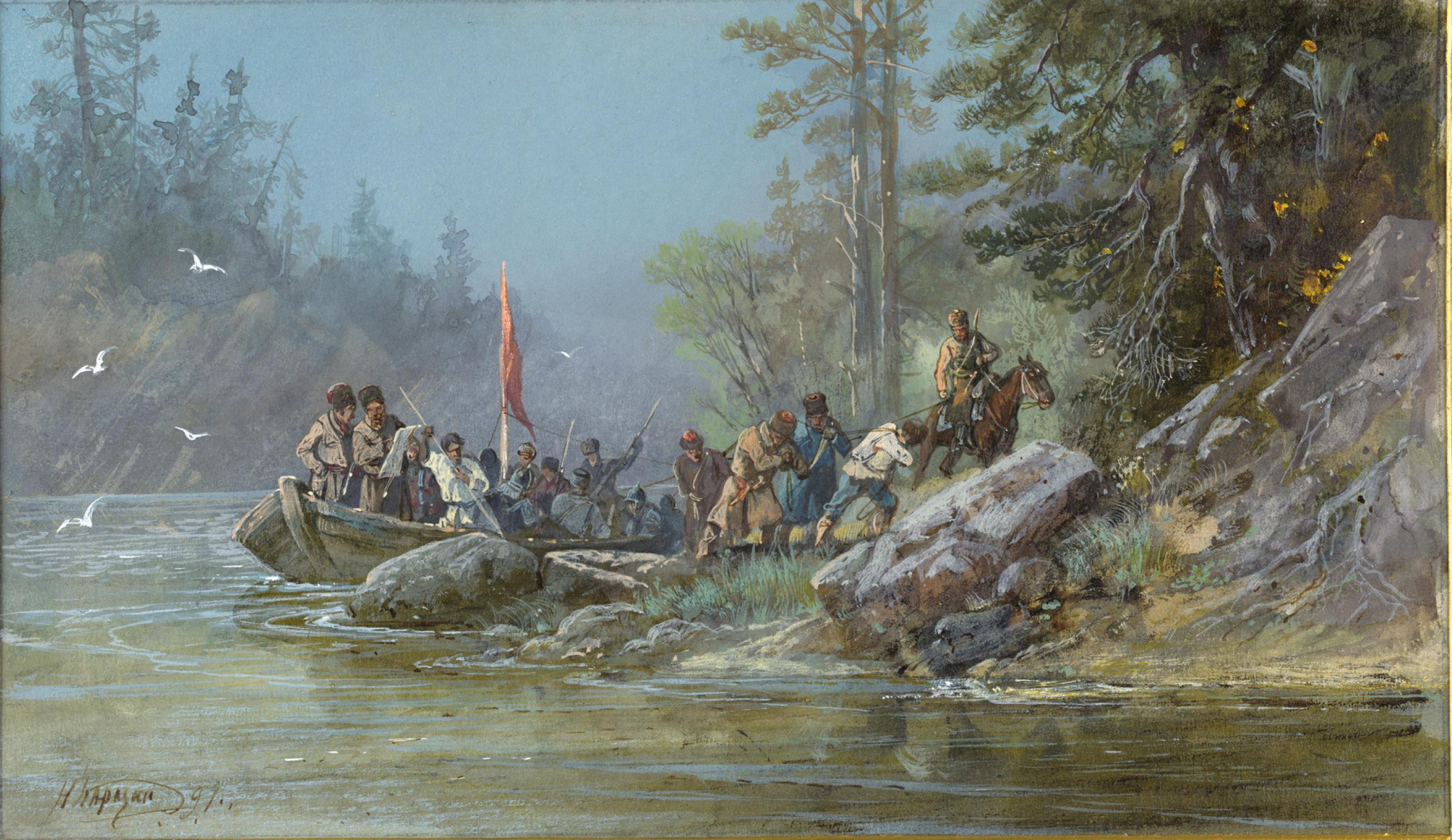
新しい土地を探検するシベリアのコサック（1870年代、ニコライ・カラージン）

1638年、ロシア人は先住民から「チルコル川」近隣で、銀が採れるという噂を聞いた。コサックのイヴァン・モスクヴィチンが隊長となり、偵察に向かった。彼らはロシア人としてはじめてオホーツク海に到達した。「チルコル川」は、アムール河であった。だが、モスクヴィチンらがアムール河に到達したかどうかは不明である。
トムスク長官シチェルバトフは「チルコル川」遠征のためにふたたびイヴァン・モスクヴィチンを派遣しようとしたが、ヤクーツク長官ゴロヴィンが、先手を打ってコサックのヴァシリー・ポヤルコフ以下132名を送りだした。
1643年、ポヤルコフらはヤクーツクを出発、翌年にはアムール河を下ってウスリー河口に到達した。地元先住民との紛争や、食糧不足による飢餓で多数が死亡した。1646年にヤクーツクに生還したのは25名である。
この探検により、ヤクーツク長官は、アムール河河口付近のギリヤーク人（ニブフ人）はどこにもヤサクを納めていないこと、人口が多く、毛皮獣、穀物も豊かであることなどの報告を受けた。また、「ボルボイカン」がこの地に貢納を求めているが、彼らの支配が及んでいないことも明らかになった。「ボルボイカン」はモンゴル語で清朝皇帝である。だが、1644年は清の入関の年であり、順治帝らはロシア人に関わる余裕はなかった。

### エロフェイ・ハバロフの遠征
1649年には、レナ川流域にいた裕福な事業家エロフェイ・ハバロフ（1610年ごろ-1667年ごろ）が、ヤクーツク長官フランツベコフに、アムール川流域への遠征を願った。彼はこの遠征に自分でも投資し、ヤクーツク長官も国庫から3万ルーブル貸し付けた。彼らはこの遠征で大きな利益が得られると見込んでいたのである。
ハバロフ隊はトゥンギル川、ウルカ川を経てアムール川に達したが、地元民の抵抗によりヤクーツクに戻った。
1650年、エロフェイ・ハバロフはふたたび百数十名のコサック兵と正規兵を引き連れ、大砲3門を持ち、アムール川遠征に出発した。ハバロフは他の征服者とは違い、部族長を懐柔するといった策はとらず、先住民を容赦なく虐殺した。
1651年には、清の建てた要塞ヤクサ（雅克薩）を奪って、アルバジンと名付け、嫩江（ノンこう）近辺のソロン部（満州語。索倫）部住民を殺害した。ハバロフはアムール川を下りながら沿岸都市を征服していき、ほとんど全流域を占拠した。

## 1650年代、清露初の紛争

### 1652年、アチャンスクの戦闘
ハバロフはアムール川を下り、今日のハバロフスク近郊と見られている烏扎拉（ウラジャイ）村あるいはアチャンスクに要塞を築いた。1652年3月24日、地元民の訴えにより、駐防（ちゅうぼう）寧古塔（ニングタ）章京（ジャンギン。）、すなわち寧古塔の司令官ハイセ（海色）は、寧安からの600人の満州人兵と1500人のダウール族・デュチェル族（英語版）兵を率いて、ロシア人たちと戦った。銃器で勝るハバロフ軍が勝利し、ハイセは責任を取らされ処刑された。これが清とロシアの初の戦闘である。ロシア軍は「羅刹（ロチャ）」という名で清に伝えられた。清には、羅刹（ロチャ）がロシア人だとはすぐにはわからなかった。
1653年春、ハバロフのもとにドミートリー・ジノビエフ指揮下の増援が到着したものの、二人の間に不和があり、ハバロフは拘束され、モスクワへ移送された。上記のような説の一方、ハバロフのモスクワ移送は、彼の残虐行為がモスクワでも問題になったためだともされる。1653年、ハバロフはモスクワで裁判にかけられたが無罪の判決を受け、下級官吏に登用されアンガラ河の皇室領移民地の管理人に任命された。ジノビエフはハバロフの部下、コサックのオヌフリー・ステパノフをハバロフの後任に指名した。

### 1654年-1655年 清、朝鮮軍とステパノフ軍の戦い
1653年、ハバロフのあとを受け継いだステパノフは、アムール地方の責任者となり、沿岸住民からヤサクを徴収した。1654年、清は、松花江河口の鑲藍旗出身で、寧古塔アンバン・ジャンギンであり、経験豊富なサルフダを寧安駐屯兵の指揮官にした。この遠征では、清の勅令によって、朝鮮の鉄砲隊150名が派遣されている。孝宗王率いる朝鮮軍が参加した、この戦いを朝鮮史では「羅禅征伐」（"나선정벌"、ロシア征服）と呼ぶ。朝鮮軍は1654年1月に寧安で清軍に合流した。1654年6月には、厚通江の戦い（松花江の依蘭近く）で、邊岌（ビョング、韓国語：변급）率いる1500人の清-朝鮮軍が、ロシア軍400-500人と戦った。
1655年3、4月には、北京から派遣されたミンガンダリ率いる清軍がステパノフの拠点である黒竜江上流のウスチクマルスク（呼瑪県、フマル）を包囲したが、ステパノフ軍が勝利した。
ステパノフが去ったあと、清は黒竜江上流・中流域の住民を、強制的に嫩江（ノンこう）に移住させ、無人にした。これはステパノフらの食糧補給を断つためであった。

### 1658年 清の勝利
1657年、サルフダは吉林で40隻以上の船を建造させた。1658年には、漢人造船者によりロシア軍の船に対抗できうる軍艦が建造され、清の水軍に利用された。サルフダは、再び朝鮮から援軍を出させ、 申瀏率いる朝鮮軍を連れてアムールへ向かい、ステパノフ率いる少数の艦隊と戦闘した。この水上戦は7月10日に、松花江河口から数キロ離れた場所で行われた。ロシア軍は11隻を失い、生存者は残る1隻に乗って逃げ出した。ステパノフと220人ほどのコサックが戦死し、朝鮮兵も8名戦死、25名が負傷した。
ステパノフを破った清軍は、アムール川下流へも兵を出し、ロシア軍を破り、嫩江や牡丹江に強制移住させていた先住民族のオルチャ（ウリチ）やギリヤーク人を貢納民に加えた。こうしてアムール川沿岸からロシア人はいなくなり、清の勢力が広がった。

## 露清外交交渉

### ロシアの毛皮市場の変化
ロシア人をシベリアに惹きつけたのはまず毛皮の豊かさであった。だが、英蘭戦争（1652-1674）によって、当時のロシア唯一の港である、白海沿岸アルハンゲリスクでの毛皮貿易は縮小した。この港からロシアとの交易を行うのはイギリス人とオランダ人が主であった。ペルシャ貿易は中断した。ロシア国内ではドイツ服が流行し、毛皮の需要が減っていた。いっぽう、清や朝鮮では毛皮が流行しはじめており、ロシア・ツァーリ国は新たな毛皮市場として清との交易を望んでいた。

### 首長ガンチムールの帰属問題
エヴェンキ系ネリュード族の族長、ガンチムールはザバイカルきっての実力者であった。彼は、1667年ごろ、強制的に移住させられていた清の領域から、故郷のネルチンスク付近に戻り、ロシアに貢納するようになった。清は領土に対して『属人主義』を取っていた。すなわち、貢納民の貢納先が変化すれば、その貢納民の住む場所は清の支配下にあるとはいえない。ガンチムールの「裏切り」は、清にとっては衝撃でもあり、火急の課題でもあった。

### 北京での外交交渉

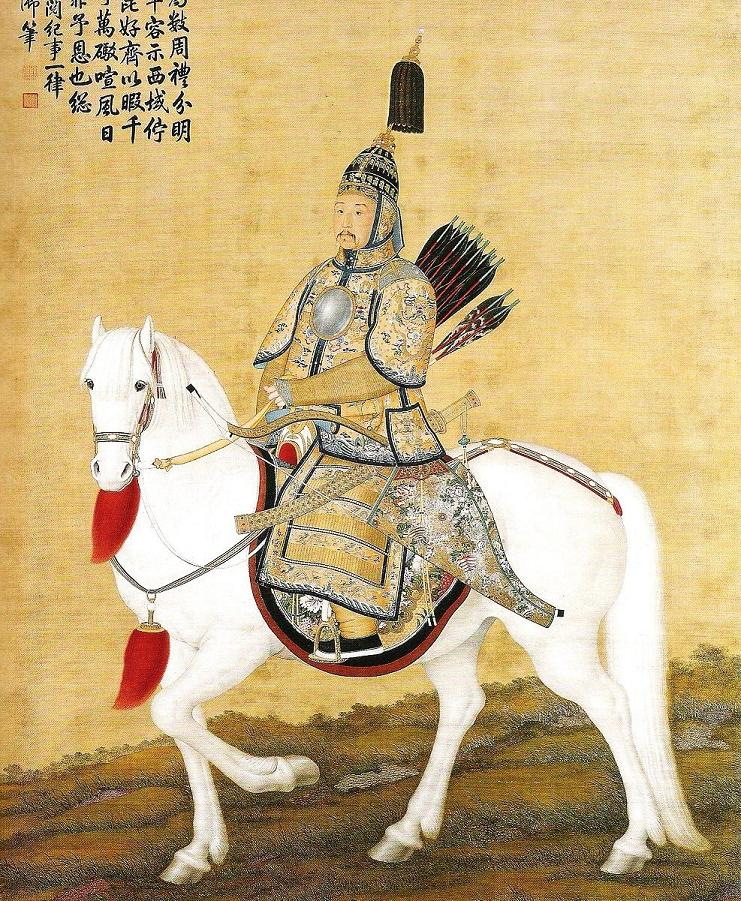
武装した康熙帝（清代。画家不明）

1655年、ツァーリ・アレクセイ・ミハイロヴィチ（在位1645年-1676年）治下のロシアは、二人の使節を清に送った。1669年に、ピョートル・ヤルィジキンとセイトクル・アブリンが北京入りし、貢使として扱われた。この使節によって、清側も「羅刹」がロシア人であると認知するようになった。
ロシアの大使は清側の近臣にツァーリ・アレクセイの勅書を手渡した。勅書は康熙帝（在位 1662年-1723年）に対し、ツァーリに服属するよう要求していた。清の官吏らは、康熙帝へ伝える際に、トラブルを恐れて、ロシアから清への服属要求を「友好願い」に書き換えた。
即位して間もない康熙帝は、使者のアブリンらを宴に招き、厚遇した。
清露間で貿易関係が結ばれる可能性が出てきたいっぽう、アムール川沿岸での紛争が再び問題になった。
清側はガンチムールの返還を強く要求した。
1669年、康熙帝はアブリンに口頭で、ガンチムールはじめ貢納民170名を引き渡すよう伝えた。ついで清は、使者4名をネルチンスク長官に送った。清の使者たちが持たされた勅書では、ロシアに対し、正式なロシア使節の派遣と、ガンチムールの返還を命じていた。文書はモスクワまで届けられた。ヤクーツクのロシア人たちには、満州語とモンゴル語で書かれた勅書を正確に理解するのは難しかったが、大意は通じていた。モスクワ政府は、ヤクーツクから康熙帝の勅書を届けた使者や、北京からモスクワに戻った使者らから、貢納民の返還要求を聞いたはずであったが、対策は取らなかった。

### ロシアの全権大使スパファリ

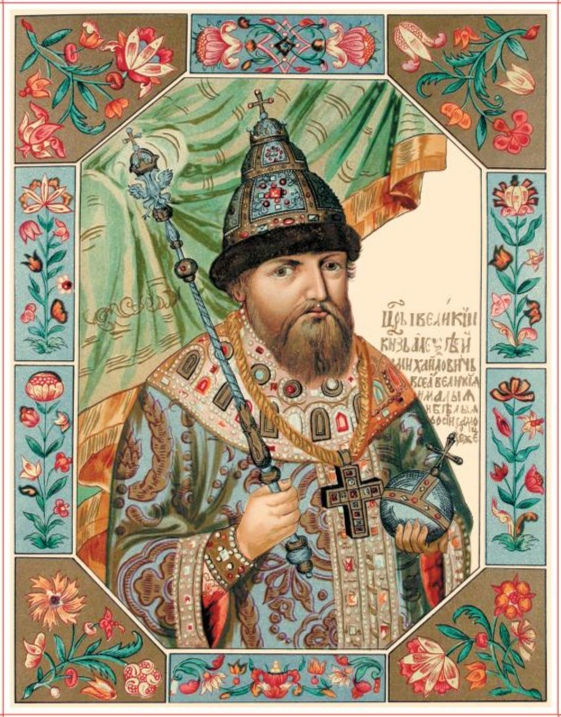
ロシアのツァーリ・アレクセイ・ミハイロヴィチ

ロシアのツァーリ政府は、1674年にギリシア人ニコライ・ガヴリロヴィチ・スパファリ（ニコラエ・ミレスク）を全権大使としてモスクワから派遣した。同時にアルバジン要塞を正式な軍事拠点とした。
スパファリは自由な交易への要望書を持ってきていたが、ガンチムール他の引き渡しについては「何も聞いていない、勅書が読めなかった」と言い張った。モスクワ側は、兎にも角にも通商外交関係を結ぶことが目的で、アムール川流域のトラブルは無視することにしたのである。スパファリの話を聞いて、清の官吏、馬喇らは、ガンチムールの引き渡し要求を知らないというのはロシア側の嘘だと気づいた。
とはいえ、清の政府は、ロシアのような大国を朝貢国として扱えば、三藩対策上からも有利と見做した。
スパファリは清側から丁重にもてなされ、恩賜の品を渡されたが、一方、ロシア側が要求していた交易や、モスクワへの使者派遣願いは取り上げられなかった。1677年にスパファリは北京から帰国の途についた。ガンチムール引き渡しが行われない限り、清はロシアとの交流を行わないことにしたのである。
ロシア側ではツァーリ・アレクセイの死去や病弱なフョードル3世（在位1678年-1682年）の即位と死去、前ツァーリの2人の妻の親族どうしの争いといった事情もあり、露清の外交関係はいったん途絶える。

## 1665-1689年：1665年から六年戦争までのアルバジンの状況
1665年、イリムスクのヴォイヴォダ（軍司令官）が、ポーランド人ニキフォール・チェルノゴフスキーにより殺害された。
チェルノゴフスキーはアムール川流域へと逃亡し、アルバジン要塞を再占領した。そしてアルバジンを中心としてヤクサ王国を建国した。
チェルノゴフスキー（チェルニゴフスキー）らは再び先住民からヤサクを徴収しはじめた。
ヤクサ王国は1670年の清による攻撃を耐え、1672年にはツァーリ・アレクセイの恩赦と公的な承認を受けた。
1673年から1683年にかけて、清は、南方での三藩の乱の鎮圧にかかりきりになった。
1682年もしくは1684年にチェルノゴフスキーはヴォイヴォダに任命された。

## アルバジン戦争（六年戦争）：1683年から1689年

### 1683年
1683年、清はゼーヤ川流域のロシア要塞を奪回して食糧補給路を断った。

### 1685年5月-7月：アルバジン包囲

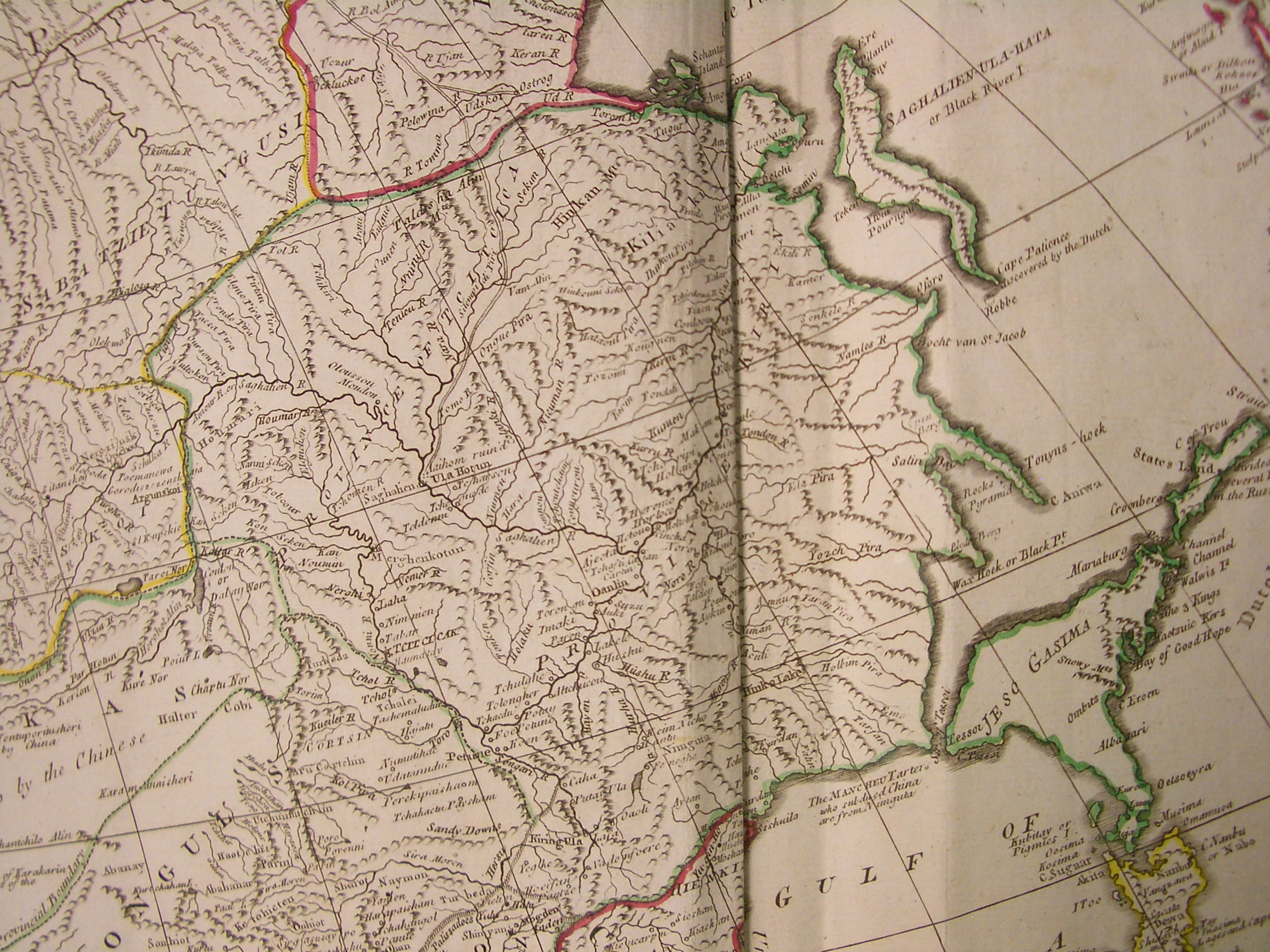
紛争から一世紀後に英国で描かれた地図。主戦場となり紛争後に清領となったチチハル（Tcitcisar）と吉林省（Kirin）を描いている。寧安（Nimguta）は紛争初期において清の水軍の基地となったが、後に吉林（Kiring Ula）に移された。地図上のSaghalien R.、Tchikiri Rはそれぞれアムール川とゼヤ川である。アイグン（SaghalienまたはUla Hotum）は清軍のアルバジン攻略での前線基地であった（アルバシン自体は地図上に描かれていない）。またAihom ruin(e)dはアムール川左岸の元々のアイグンの場所である。ネンジャン（Mergenkhotun） とチチハル（Tcitcisar） は北満州の主要都市であった。 'Houmar Riverはロシア側の記録でのコマール川であり、ネルチンスク（Nerczinsk）で終戦条約が結ばれた。

1684年には、清軍がアルバジンを襲撃し、司教を含む、相当数のロシア人が北京に連行された。
1685年6月10日、康熙帝の命により、清軍は、アルバジンへの攻撃を開始した。
翌日1685年6月11日には、ハルハ・モンゴル部隊がセレンギンスク、ついでウジンスクを包囲した。
ロシア側の記録『シベリア年代記』によると、トルブジン指揮下のコサック736名（または単に守備兵826名という）が善戦した。アルバジンは数日で陥落したが、トルブジンは、プロイセン人将校ベイトンら外人部隊の援軍を得て、アルバジンを奪い返した。また、この際、ロシア人住民の一部が北京に拉致された。
ロシア兵のほとんどはネルチンスクへ敗走したものの、少数は清に寝返り、北京駐屯の八旗の鑲黄旗に編入されてオロス・ニルやアルバジン人（阿爾巴津人）と呼ばれる部隊が発足した。その後、清の撤退後に、アレクセイ・トルブジン指揮下のロシア軍800人が再び訪れ、砦を占領した。ただ彼らの当初の目的は、この地域での稀少品である穀物を栽培することであった。

### 1686年7月-11月：第二次アルバジン包囲
1686年、清による二度目のアルバジン包囲戦が行われた。清軍は8000人の兵がいたともいう。また清の史料では兵力2100名、増援200名ともいう。
ロシア側は736名のコサックが戦った。別の説では守備兵826名である。軍司令官トルブジン戦死後、ベイトンが指揮した。
彼らは壊血病に苦しんだが、1687年5月に清が包囲を解いたので陥落することはなかった。
同年12月に和平条約の知らせが届き包囲が解かれたとも、18か月後に砦は破られトルブジンは殺害されたともされているが、包囲が終わった時、砦には兵士は100人も残っていなかった。

### 1685年-1686年　休戦交渉とハルハ・モンゴルの動き
1685年、アルバジン攻撃に苦戦し、清はロシアに国書を送った。
ロシア政府はアムール河での休戦交渉のために、12月には全権大使フョードル・ゴローヴィンを派遣した。
ゴローヴィンはザバイカリエを訪れ、ハルハ・モンゴル人を中立化させようとしたが、当時のハルハ部は清と密接に連携していた。
1688年1月、ハルハ・モンゴル軍は清の軍事援助の元、セレンギンスクとウディンスクを挟撃した。ロシア軍が勝利し、ゴローヴィンは無傷であった。

## 講和条約

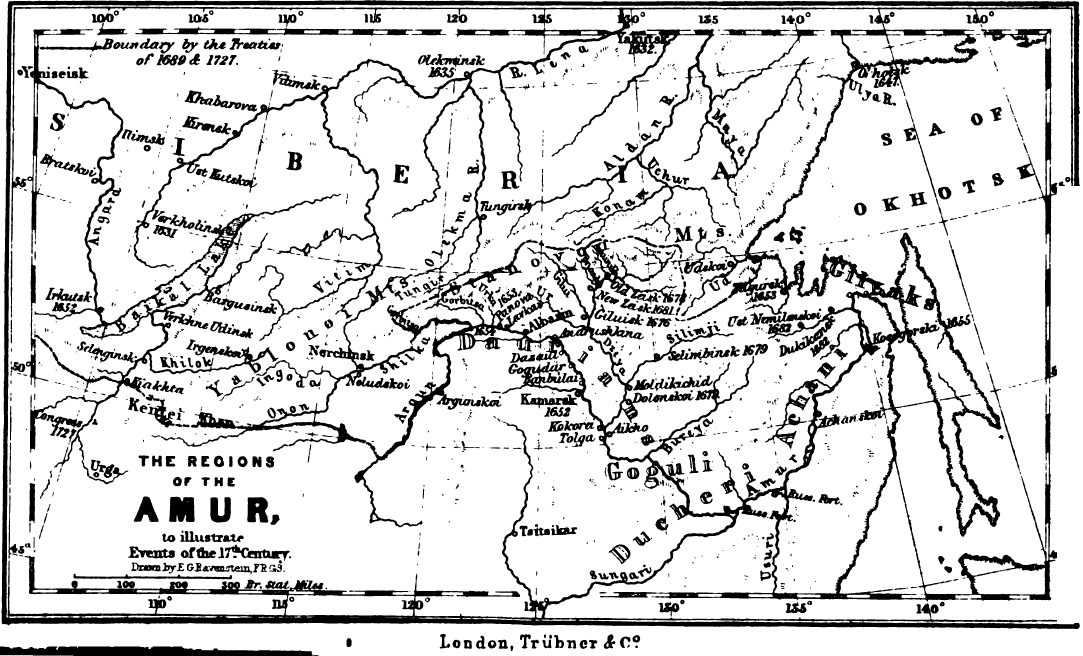
1860年代のアムール川流域

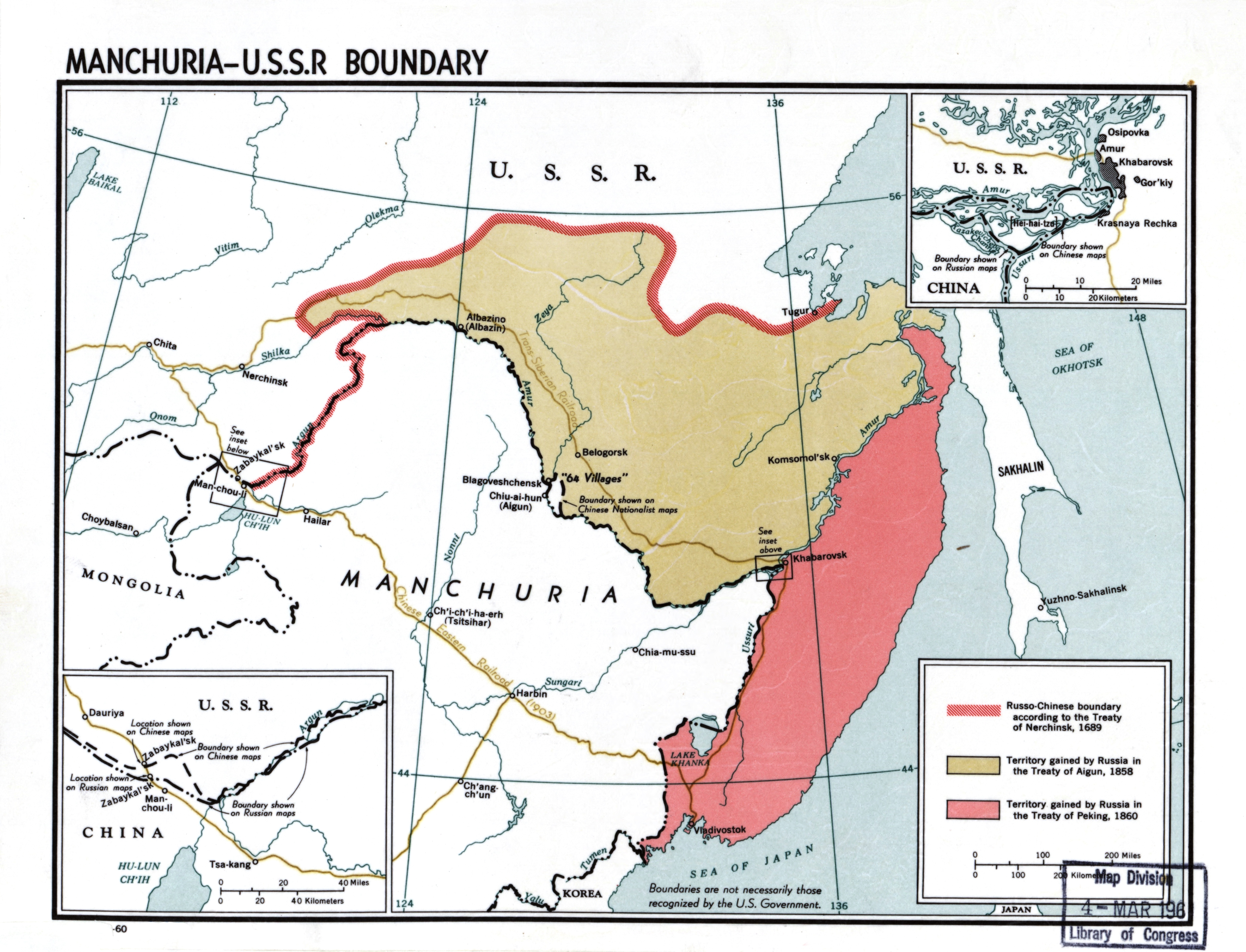
17-19世紀での清露国境の変化

1689年にネルチンスク条約が結ばれた。ロシアはアルバジン要塞を放棄すること、清露の境界はアルグン・ゴルビツァ川に決まった。ほかには、互いに越境した逃亡者は引き渡さないことなどが決定された。また、清は、ロシア側に貿易を許可した。イエズス会士が通訳を果たしたため、条約には、ロシア語、ラテン語、満州語の3種類の言語版が存在する。
アルバジン陥落からほぼ2世紀後の1858年に、アイグン条約によりスタノヴォイ山脈からアムール川まで（プリアムール）がロシア領となった。また、1860年、北京条約によりロシアは17世紀には争われていなかった沿海地方までを得た。

## 逸話

### アルバジン戦争において清に徴発された軍
康熙帝は、藤牌（トウの盾）で知られ、明人の父と日本人の母を持つ鄭成功の下にいた兵士たち（藤牌営）をアルバジンへ送る献策を受けた。康熙帝は彼らの技巧に感銘を受け、林興珠と何佑の指揮下で500人をアルバジン防衛の任に就かせた。藤牌営は敗北した際にも一人も戦死者を出さず、筏で川を移動しロシア軍を分断した。また彼らは戦いにおいて藤牌と剣しか用いず、渡河の際には裸で戦った。
鄭氏政権に仕えていた漢人航海者が清に用いられた。
また藤牌営をはじめ台湾の元鄭氏政権の兵士たちが戦闘に参加した。これは彼らの深い海戦経験を買われてのことであった。

### 藤牌営の活躍
清側の記録である平定羅刹方略3巻にはこう記されている。
"ロシア軍の増援が川で砦へと向かって来ていたため、林興珠は水兵皆に服を脱ぎ川に飛び込むよう命じた。皆は頭に藤牌（トウの盾）をかぶり、大剣を握って敵に向かって泳いだ。ロシア人は慄き、口々に「ああ、大帽のタタール人どもよ！」と叫んだ。我らが水兵は水に潜っていたため、奴らは銃を使えず、盾を被っていたため弾や矢も防げた。水兵は長剣で敵の足首を切り付け、川に落ちたロシア人は死ぬか、さもなければ重傷を負い、残りは敗走した。そして林興珠は水兵を一人も失わず、包囲を始めた。"